# Urut
Urut es una localidad del raión de Stepanavan, en la provincia de Lorri, Armenia, con una población censada en octubre de 2011 de 1020 habitantes. 
Se encuentra ubicada en el centro de la provincia, a poca distancia del río Debet —un afluente derecho del río Kurá— y de la frontera con la provincia de Shirak.